# Necmi Onarıcı
Necmi Onarıcı (* 2. November 1925 in Istanbul; † 22. August 1968 in Çatalca) war ein türkischer Fußballspieler und -trainer. Aufgrund seiner langjährigen Tätigkeit für Kasımpaşa Istanbul und Adalet Istanbul wurde er mit diesen Vereinen assoziiert. Mit der Türkischen Nationalmannschaft nahm er an der Weltmeisterschaft 1954 teil. Wegen seiner erbitterten Zweikämpfe gegen den deutschen Abwehrspieler Josef Posipal im Rahmen der Weltmeisterschaftspartie gegen die deutsche Auswahl erhielt er von der türkischen Fachpresse den Spitznamen Posipal Necmi.

## Spielerkarriere

### Verein
Onarıcı kam 1925 im Istanbuler Stadtteil Kadıköy auf die Welt und begann mit dem Fußball als Straßenfußballer. Später begann er dann in der Jugend von Kasımpaşa Istanbul mit dem Vereinsfußball. Zum Sommer 1947 wurde er dann bei Kasımpaşa in den Profikader involviert. Zu dieser Zeit existierte in der Türkei keine landesübergreifende Fußballliga. Stattdessen existierten in den Ballungszentren wie Istanbul, Ankara und Izmir regionale Ligen, wovon die İstanbul Futbol Ligi (dt.: Istanbuler Fußballliga) als die Renommierteste galt. In dieser Liga spielte auch Kasımpaşa. Onarıcı gab sein Debüt für die Profis in der Ligapartie vom 7. Dezember 1947 gegen Beşiktaş Istanbul. Neu in die Mannschaft gekommen absolvierte Onarıcı im Laufe der Saison zwölf von 14 möglichen Partien und avancierte zu einem der Shootingstars der Liga.
Im Sommer 1948 wechselte zum Stadt- und Ligarivalen Fenerbahçe Istanbul. Bei diesem Verein kam er während einer Saison zu lediglich zwei Ligaeinsätzen und saß überwiegend auf der Ersatzbank. Bereits nach einer Spielzeit verließ Onarıcı Fenerbahçe und wechselte innerhalb der Liga zu seinem alten Verein Kasımpaşa Istanbul.
Auch für Kasımpaşa spielte er lediglich eine Spielzeit und wechselte anschließend in die İstanbul İkinci Küme (dt.: Zweite Istanbuler Liga) zu Adalet Istanbul. In dieser Liga spielte Onarıcı mit Adalet zwei Jahre lang und erreichte im Sommer 1953 die Teilnahme an der İstanbul Profesyonel Ligi (dt.: Istanbuler Profiliga), die Nachfolgeliga der İstanbul Futbol Ligi. In dieser Liga spielten die namhaftesten Istanbuler Teams Beşiktaş, Fenerbahçe und Galatasaray. In dieser Liga etablierte sich Adalet auf Anhieb und beendete die erste Spielzeit auf dem 5. Tabellenplatz. Onarıcı war mit neun Ligatoren der erfolgreichste Schütze seines Teams und zählte auch zu den erfolgreichsten Torjägern der Liga. Während Adalet seine zweite Spielzeit in dieser Liga in der unteren Tabellenhälfte beendete, zählte Onarıcı weiterhin zu den erfolgreichsten Torjägern der Liga. Durch seine überzeugenden Leistungen wurde er dann vom Trainer der türkischen Nationalmannschaft, dem Italiener Sandro Puppo, in den Kader der Türkei für die Weltmeisterschaft 1954 berufen und spielte in diesem Turnier in zwei Begegnungen.
Nach der WM 1954 spielte er eine weitere Saison für Adalet. Dabei hatte er mit seinen neun Ligatoren großen Anteil daran, dass sein Verein die Saison auf dem 4. Tabellenplatz abschloss. Im Anschluss an die Saison nahm Onarıcı mit seinem Verein am Atatürk-Pokal teil, an dem noch die Istanbuler Vereine Beşiktaş, Fenerbahçe, Galatasaray und Vefa teilnahmen. Hier setzte man sich überraschend gegen die anderen Teams durch und wurde der erste Sieger dieses neu eingeführten Pokals. Nach diesem Pokalturnier verließ Onarıcı überraschend Adalet und wechselte zum Ligakonkurrenten Vefa Istanbul. Dabei zahlte Vefa Adalet eine Ablösesumme von 10.000 türkischen Lire. Für Vefa spielte Onarıcı die nachfolgenden drei Jahre und kehrte anschließend zu Adalet zurück. Nachdem er noch eine Saison für Adalet aktiv gewesen war, beendete er zum Sommer 1959 seine aktive Fußballspielerlaufbahn.

### Nationalmannschaft
Durch seine guten Leistungen bei Adalet Istanbul wurde Onarıcı in den Kader der Türkei für die Weltmeisterschaft 1954 berufen. Onarıcı kam bei zwei Turnierspielen seiner Mannschaft zum Einsatz. Hervorzuheben ist hier die Begegnung gegen Deutschland. Die Türkei belegte am Ende der Gruppenphase punktgleich mit der deutschen Auswahl den zweiten Tabellenplatz. Obwohl man das bessere Torverhältnis hatte, wurde nach der damaligen Regelung der Gruppenzweite durch ein Entscheidungsspiel zwischen den beiden Teams entschieden. Diese Begegnung entschied Deutschland 7:2 für sich. Im Spiel überzeugte Onarıcı als einziger seines Teams und brachte den deutschen Abwehrspieler Josef Posipal mit seinem Dribblings mehrmals in Verlegenheit, weswegen er nach diesem Spiel von der türkischen Presse den Spitznamen Posipal Necmi erhielt.

## Trainerkarriere
Nach seiner Fußballspielerlaufbahn begann er bei dem staatlichen Landwirtschaftsunternehmen Toprak Mahsulleri Ofisi zu arbeiten. Zwischendurch übernahm er auch Trainertätigkeiten. So trainierte er in der Saison 1966/67 seinen alten Verein Adalet Istanbul.
Im Frühjahr 1968 besuchte er einen von Doğan Andaç und Gündüz Kılıç betreuten und vom türkischen Fußballverband veranstalteten Trainerkurs und erhielt damit auch seine offizielle Trainerlizenz.

## Tod
Onarıcı erlitt während eines Aufenthalts in Çatalca bzw. Çorlu am 21. August 1968 einen Herzinfarkt und verstarb trotz eines ärztlichen Eingriffs an dessen Folgen.

## Erfolge
- Mit Fenerbahçe Istanbul
  - İstanbul Futbol Ligi: 1948/49
- Mit Adalet Istanbul
  - Atatürk-Pokal: 1955
- Mit der Türkischen Nationalmannschaft
  - Teilnahme an der :Weltmeisterschaft: 1954